# Sigurd Markusfostre
Sigurd Sigurdsson Markusfostre (c. 1155 – Bergen, 29 de setembro de 1163) foi um pretendente e rei rival durante a era da Guerra Civil na Noruega. 

## Passado
Sigurd Sigurdsson era supostamente filho bastardo do rei Sigurdo II da Noruega. Ele deve ter nascido algum tempo antes de 1155, quando seu pai foi morto em uma batalha com seu meio-irmão, o rei Ingo I. Sigurd foi criado por Markus de Skog em Ringsaker, aparentemente em Hedmark, devido ao qual seu apelido foi criado por Markus.

## Carreira
Quando o rei Haakon II da Noruega morreu em 1162, seus apoiadores nomearam seu meio-irmão Sigurd, para ser seu candidato a rei. No entanto, Sigurd Sigurdsson nunca conseguiu obter amplo reconhecimento ou apoio. Em 1163, Sigurd e seu pai adotivo foram capturados por partidários do jarl Erling Skakke e Magno V da Noruega, que os mataram em Bergen em 29 de setembro de 1163.
Eystein Moyla, filho do rei Eystein II da Noruega, seria seu sucessor como candidato a rei pelo partido Birkebeiner. Os Birkebeiner foram formados em 1174 em torno de Øystein Møyla, que foi proclamado rei em Øretinget Thing, na foz do rio Nidelva, em Trondheim, durante 1176. 

## Contexto histórico
A era da guerra civil na Noruega estendeu-se por um período de 110 anos. Tudo começou com a morte do rei Sigurd I da Noruega em 1130 e terminou com a morte do duque Skule Baardsson em 1240. Durante este período, ocorreram vários conflitos interligados de escala e intensidade variadas. O pano de fundo para estes conflitos foram as pouco claras leis de sucessão norueguesas, as condições sociais e a luta entre a Igreja e o Rei. Havia então dois partidos principais, inicialmente conhecidos por nomes variados ou nenhum nome, mas finalmente condensados em partidos de Bagler e Birkebeiner. O ponto de encontro regularmente era um filho real, que foi designado como a figura principal do partido em questão, para se opor ao governo do rei do partido contestador.

## Outras fontes
- Eiricksson, Leifur A Saga do Povo de Laxardal e Bolli Bollason's Tale (Penguin Publishing, 2009)